# Rasmus Örqvist
Rasmus Örqvist, né le 18 octobre 1998 à Skövde en Suède, est un footballeur suédois qui évolue au poste de milieu central à l'IF Brommapojkarna.

## Biographie

### Skövde AIK
Né à Skövde en Suède, Rasmus Örqvist est formé par le Våmbs IF avant de rejoindre le Skövde AIK, avec lequel il joue en troisième division suédoise, faisant ses débuts dans cette compétition le 20 septembre 2014, face à Oskarshamns AIK (en). Il entre en jeu lors de cette rencontre remportée par son équipe par trois buts à zéro.

### Norrby IF
Le 21 janvier 2020, Rasmus Örqvist rejoint le Norrby IF. Il signe un contrat de trois ans. 
Avec cette équipe il fait ses débuts dans la Superettan, la deuxième division suédoise. Il fait sa première apparition dans cette compétition le 17 juin 2020, à l'occasion de la première journée de la saison 2020, contre le Östers IF. Il entre en jeu à la place de Dardan Rexhepi et ouvre le score en marquant son premier but pour le club seulement une minute après son entrée en jeu. Son équipe est toutefois battue par deux buts à un.

### Degerfors IF
Le 2 février 2022, Rasmus Örqvist s'engage avec le Degerfors IF. Le milieu de 23 ans signe un contrat de trois ans, soit jusqu'en décembre 2023. 
Il découvre l'Allsvenskan, l'élite du football suédois, jouant son premier match lors de la première journée de la saison 2022, le 4 avril 2022 contre le Djurgårdens IF. Il est titulaire et son équipe s'incline par trois buts à un ce jour-là. Örqvist se fait remarquer le 6 novembre 2022, lors de la dernière journée de la saison 2022, contre le Malmö FF, en marquant le but égalisateur (2-2 score final). Il s'agit d'un but important puisqu'il permet à son équipe de prendre un point à l'extérieur synonyme de maintien en première division pour le Degerfors IF.

### IF Brommapojkarna
Le 18 janvier 2024, Rasmus Örqvist rejoint l'IF Brommapojkarna. Il signe un contrat de trois ans, soit jusqu'en décembre 2026.